# Linia kolejowa Berlin – Halle
Linia kolejowa Berlin – Halle – zelektryfikowana dwutorowa magistrala kolejowa w Niemczech, w krajach związkowych Berlin, Brandenburgia i Saksonia-Anhalt. Została zbudowana i eksploatowana przez Berlin-Anhaltischen Eisenbahn-Gesellschaft. W rejonie Berlina nosi nazwę Anhalter Bahn.
Trasa prowadzi z Berlina przez Jüterbog i Wittenbergę do Halle (Saale). Jest to część osi kolejowej Berlin-Palermo. W rejonie Berlina biegnie równolegle do Anhalter Vorortbahn, przeznaczonej dla pociągów S-Bahn.